# ライヴ・ヘラルド
『ライヴ・ヘラルド』（Live Herald）は、イギリスのギタリスト、スティーヴ・ヒレッジが1979年に発表したライブ・アルバム。1977年から1978年にかけてのライブ音源を収録している。

## 背景
ジャケット・デザインはヒプノシスによる。ヒレッジ自身は本作について「コンサートにおける僕たちのサウンドがどんなものだったかを記録した報告書のようなもの」と語っている。
オリジナルLPは2枚組で発売され、D面は「スタジオ・サイド」と称されて、スタジオ録音の新曲4曲が収録された。その後のCD化において、ヒレッジ自身の判断によりスタジオ録音の4曲は本作から外され、アルバム『オープン』に追加収録された。また、2007年に発売されたリマスターCDには、1977年3月26日に録音された「ソーラー・ミュージック・スイート」のライブ音源がボーナス・トラックとして追加された。

## 反響
全英アルバムチャートでは5週チャート圏内に入り、最高54位を記録した。

## 収録曲

### オリジナルLP

#### Side A
1. "Salmon Song" (Steve Hillage, Miquette Giraudy)
2. "The Dervish Riff" (S. Hillage)
3. "Castle in the Clouds / Hurdy Gurdy Man" (S. Hillage / Donovan Leitch)

#### Side B
1. "Light in the Sky" (S. Hillage)
2. "Searching for the Spark" (S. Hillage, M. Giraudy)
3. "Electrick Gypsies" (S. Hillage, M. Giraudy)

#### Side C
1. "Radiom / Lunar Music Suite / Meditation of the Dragon" (S. Hillage, M. Giraudy)
2. "It's All Too Much / The Golden Vibe" (George Harrison / S. Hillage)

#### Side D
1. "Talking to the Sun" (S. Hillage, M. Giraudy)
2. "1988 Aktivator" (S. Hillage)
3. "New Age Synthesis (Unzipping the Zype)" (S. Hillage, M. Giraudy, Andy Anderson, John McKenzie)
4. "Healing Feeling" (S. Hillage, M. Giraudy)

### 2007年リマスターCD
1. サーモン・ソング - "Salmon Song" (S. Hillage, M. Giraudy) - 7:39
2. ザ・ダーヴィシュ・リフ - "The Dervish Riff " (S. Hillage) - 4:18
3. キャッスル・イン・ザ・クラウズ〜ハーディー・ガーディー・マン - "Castle in the Clouds / Hurdy Gurdy Man" (S. Hillage / D. Leitch) - 7:03
4. ライト・イン・ザ・スカイ - "Light in the Sky" (S. Hillage) - 5:17
5. サーチング・フォー・ザ・スパーク - "Searching for the Spark" (S. Hillage, M. Giraudy) - 11:14
6. エレクトリック・ジプシーズ - "Electrick Gypsies" (S. Hillage, M. Giraudy) - 5:58
7. レイディオム〜ルナー・ミュージック・スイート〜メディテション・オブ・ザ・ドラゴン - "Radiom / Lunar Music Suite / Meditation of the Dragon" (S. Hillage, M. Giraudy) - 15:24
8. イッツ・オール・トゥー・マッチ〜ザ・ゴールデン・ヴァイブ - "It's All Too Much / The Golden Vibe" (G. Harrison / S. Hillage) - 7:19
9. ソーラー・ミュージック・スイート - "Solar Musick Suite" (S. Hillage, M. Giraudy) - 14:37

## 参加ミュージシャン
- スティーヴ・ヒレッジ - ギター、シンセサイザー、ボーカル
- ミケット・ジローディ - シンセサイザー、シーケンサー、グリッサンド・ギター、ボーカル
- クリスチャン・ブーレ - リズムギター、グリッサンド・ギター (on #1, #2, #3, #4, #5, #7, #8)
- フィル・ホッジ - キーボード (on #1, #2, #3, #7)
- バシル・ブルックス - シンセサイザー、シーケンサー、フルート (on #1, #2, #3, #7)
- コリン・バス - ベース、ボーカル (on #1, #2, #3, #7)
- ジョン・マッケンジー - ベース (on #4, #5, #8)
- カーティス・ロバートソン - ベース (on #6)
- クライヴ・バンカー - ドラムス (on #1, #2, #3, #7)
- アンディ・アンダーソン - ドラムス (on #4, #5, #8)
- ジョー・ブロッカー - ドラムス (on #6)